# 표도르 레셰트니코프
표도르 미하일로비치 레셰트니코프(러시아어: Фёдор Михайлович Решетников, 1841년 9월 17일~1871년 3월 21일)는 러시아의 소설가이다.
예카테린부르크에서 사제의 아들로 태어났다. 한때 신학교에 적을 두었으나 문학에 열중했고, 사상적으로는 혁명적 민주주의의 영향을 받았다.
1864년 페름의 농민과 배 끄는 인부의 생활을 그린 중편 《포도리프나야의 사람들》을 발표, 문명을 확립시켰다. 이 밖에 우랄 지방의 노동자생활을 다룬 《광산 노동자》(1866) , 《그루모프가의 사람들》(1866~67) 등이 유명하다.

## 참고 문헌
- 이 문서에는 다음커뮤니케이션(현 카카오)에서 GFDL 또는 CC-SA 라이선스로 배포한 글로벌 세계대백과사전의 "레셰트니코프" 항목을 기초로 작성된 글이 포함되어 있습니다.